# 依哌唑胺
依哌唑胺（英語：Eperezolid）是一种噁唑烷酮类抗生素。

## 合成

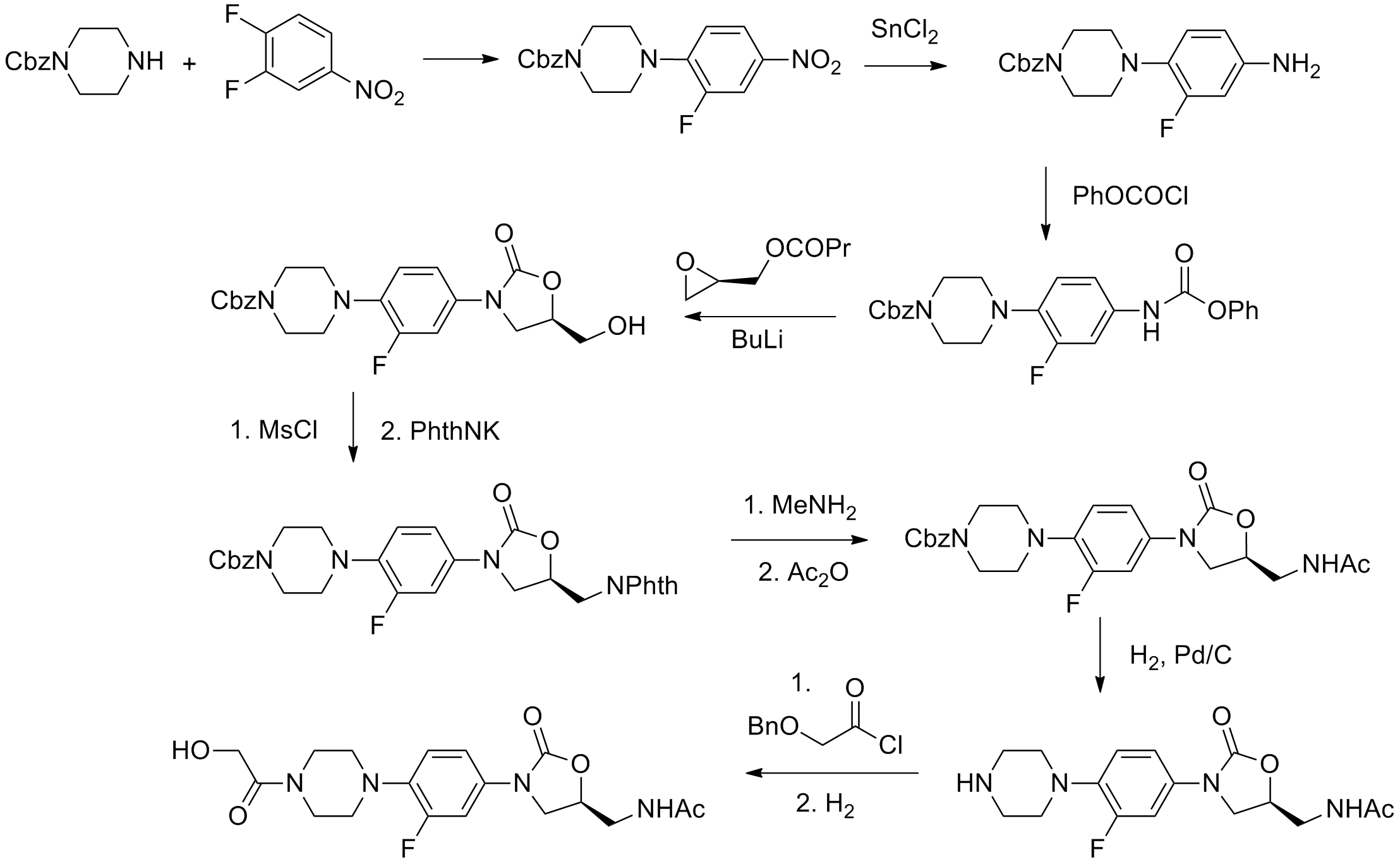
依哌唑胺的合成